# Liste der Kellergassen in Ziersdorf
Die Liste der Kellergassen in Ziersdorf führt die Kellergassen in der niederösterreichischen Gemeinde Ziersdorf an. Viele Kellergassen werden durch Rad- und/oder Wanderwege erschlossen.
| Foto |                 | Kellergasse                             | Standort                    | Beschreibung |
| ---- | --------------- | --------------------------------------- | --------------------------- | --- |
| BW   | Datei hochladen | Kellergasse                             | KG: Dippersdorf Standort    | Die einseitige Kellergasse liegt an einer Geländekante am nordöstlichen Rand des Dorfs. Auf einer Länge von 250 Metern befinden sich 19 mehrheitlich traufständige Keller und Gebäude, davon drei Um- oder Neubauten. Die älteste Datierung stammt von 1949. |
| ja   | Datei hochladen | Kellergasse Fahndorf                    | KG: Fahndorf Standort       | Die beidseitige Kellergasse liegt in einem Graben an der westlichen Ortsausfahrt. Auf einer Länge von 300 Metern befinden sich 43 Keller und Gebäude, davon sechs Um- oder Neubauten. |
| ja   | Datei hochladen | Kellergasse Gassl                       | KG: Fahndorf Standort       | Die einseitige Einzelkellergasse liegt an einer Geländekante im Hintaus, am nordwestlichen Rand der Ortschaft. Auf einer Länge von 150 Metern befinden sich 11 überwiegend traufständige Keller und Gebäude. |
| ja   | Datei hochladen | Kellergasse Gettsdorf                   | KG: Gettsdorf Standort      | Die beidseitige Kellergasse führt vom südlichen Hintaus in Richtung Südwesten vom Ort weg und kreuzt dabei die Retzer Straße. Auf einer Länge von 650 Metern befinden sich 54 Keller und Gebäude, davon 15 Um- oder Neubauten. Die traditionellen Keller sind vorwiegend entweder traufständig oder in Schildmauerform; die Hälfte der Keller sind erneuerungsbedürftig. Die älteste Datierung in der Kellergasse ist von 1795. Bemerkenswert ist ein Ensemble von etwa zehn eingeschossigen Presshäusern aus der ersten Hälfte des 19. Jahrhunderts, mit hohem Dach, Holzdecken und in den Presshäusern befindlichen mächtigen Baumpressen. Ein herrschaftliches Presshaus steht unter Denkmalschutz. |
| ja   | Datei hochladen | Hutwinger Feld (Hutwinkel/Promille-Weg) | KG: Gettsdorf Standort      | Die beidseitige Einzelkellergasse liegt an einer Geländekante südöstlich außerhalb des Orts. Auf einer Länge von 120 Metern befinden sich 12 Keller. |
| ja   | Datei hochladen | Nordöstliche Radialstraße               | KG: Großmeiseldorf Standort | Die beidseitige Kellergasse befindet sich in Grabenlage. Auf 200 Metern Länge gibt es 22 Keller und Gebäude, davon zwei Um- oder Neubauten und eine Scheune. Ein Drittel der Keller ist erneuerungsbedürftig. |
| ja   | Datei hochladen | Hohenwarter Straße                      | KG: Großmeiseldorf Standort | Die beidseitige Kellergasse liegt an der Ortsausfahrt in Richtung Südwesten, nach Hohenwarth, in einem sehr breiten und bis zu 11 Meter hohen Hohlweg. Auf 200 Metern Länge befinden sich 30 Keller, davon drei Um- oder Neubauten. Die Keller sind mehrheitlich in Schildmauerform; mehr als die Hälfte ist erneuerungsbedürftig oder verfallen. |
| ja   | Datei hochladen | Parallel zur Minichhofener Straße       | KG: Großmeiseldorf Standort | Die einseitige Einzelkellergasse liegt in einem Hohlweg unmittelbar neben der Landesstraße Richtung Minichhofen. Auf 250 Meter befinden sich 19 Keller, vorwiegend in Schildmauerform, und mehrheitlich erneuerungsbedürftig. |
| ja   | Datei hochladen | Ortsende Nord (Steinbruchgraben)        | KG: Großmeiseldorf Standort | Die einseitige Einzelkellergasse liegt in einem Hohlweg, der vom nordwestlichen Ortsrand nach Norden hin führt. Auf 180 Meter Länge befinden sich 17 Keller und Gebäude, davon vier Um- oder Neubauten mit Wohnnutzung. Ein Drittel der Keller ist erneuerungsbedürftig oder verfallen. |
| ja   | Datei hochladen | Maistal                                 | KG: Großmeiseldorf Standort | Die beidseitige Kellergasse führt vom östlichen Ende des südlichen Hintaus in einem Graben bzw. Hohlweg nach Süden weg. Auf 180 Metern Länge sind 27 Keller und Gebäude (darunter drei Um- oder Neubauten); drei davon in einem Hohlweg, der vom Güterweg Maistal nach Westen hin abzweigt. Die Keller sind mehrheitlich in Schildmauerform; mehr als die Hälfte ist erneuerungsbedürftig. Die älteste Datierung ist von 1925. |
| ja   | Datei hochladen | Südwestlicher Radialweg                 | KG: Großmeiseldorf Standort | Die beidseitige Einzelkellergasse liegt in Graben- bzw. Hohlweglage am westlichen Ende des südlichen Hintaus. Hier befinden sich zwölf Keller und Gebäude (davon zwei Um- oder Neubauten) auf 100 Meter Länge. Die Keller sind mehrheitlich traufständig; die Hälfte ist erneuerungsbedürftig oder verfallen. Die älteste Datierung ist von 1925. |
| ja   | Datei hochladen | Kellergasse Hollenstein, Hintaus        | KG: Hollenstein Standort    | Die einseitige Einzelkellergasse liegt in Hanglage im nördlichen Hintaus. Auf einer Länge von 100 Metern befinden sich zehn Keller, davon sechs Um- oder Neubauten. Die älteste Datierung ist von 1737. |
| ja   | Datei hochladen | Richtung Teichberg                      | KG: Hollenstein Standort    | Die einseitige Einzelkellergasse liegt in Hanglage an einem vom Westende des Dorfs nach Norden wegführenden Güterweg. Auf einer Länge von 100 Metern befinden sich acht Keller und Gebäude, davon eine Scheune und ein Um- oder Neubau. Die Keller sind mehrheitlich traufständig und erneuerungsbedürftig. |
| ja   | Datei hochladen | Richtung Reisberg                       | KG: Kiblitz Standort        | Die einseitige Einzelkellergasse liegt in Hang- und Grabenlage nordwestlich hinter dem Ort. Auf einer Länge von 100 Metern befinden sich elf Keller, davon vier Um- oder Neubauten. Die älteste Datierung ist von 1792. |
| ja   | Datei hochladen | Südliches Hintaus                       | KG: Kiblitz Standort        | Die einseitige Einzelkellergasse liegt an einer Geländekante im südlichen Hintaus. Auf einer Länge von 100 Metern befinden sich sieben mehrheitlich traufständige Keller. |
| ja   | Datei hochladen | Kellergasse Kiblitz 3                   | KG: Kiblitz Standort        | Südwestlich des Ortes stehen auf einer Anhöhe zwei Weinkeller. |
| ja   | Datei hochladen | Hohenwarter Kellergasse                 | KG: Radlbrunn Standort      | Das Kellergassensystem befindet sich an der westlichen Ortsausfahrt. Ein Hohlweg, in dem sich auf beiden Seiten Keller befinden, mündet in die annähernd parallel verlaufende Hauptstraße, die einseitig von Kellern gesäumt ist. Auf insgesamt 350 Metern Länge befinden sich 42 Keller und Gebäude, davon sieben Um- oder Neubauten. Die älteste Datierung stammt von 1817. |
| ja   | Datei hochladen | Meiseldorfer Kellergasse                | KG: Radlbrunn Standort      | Die beidseitige Einzelkellergasse befindet sich in einem Hohlweg, der von der westlichen Ortsausfahrt nach Nordwesten hin wegführt. Auf 200 Metern Länge befinden sich 33 Objekte, mehr als die Hälfte davon mit Pultdach. Fünf der Keller sind verfallen. Die älteste Datierung stammt von 1867. |
| ja   | Datei hochladen | Hühnergraben                            | KG: Radlbrunn Standort      | Die einseitige Einzelkellergasse befindet sich an einer Geländekante im Hintaus, unweit vom nordöstlichen Ortsende. Auf einer Länge von 130 Metern befinden sich zehn Keller (mehrheitlich in Schildmauerform) und eine Scheune; viele der Keller sind erneuerungsbedürftig. Die älteste Datierung ist von 1877. |
| ja   | Datei hochladen | Kellergasse Am Leuchter                 | KG: Rohrbach Standort       | Die einseitige Einzelkellergasse befindet sich in Hanglage, südlich knapp außerhalb des Dorfs. Auf 280 Meter Länge befinden sich 21 Keller und Gebäude, davon vier Um- oder Neubauten. Die Hälfte der Keller ist erneuerungsbedürftig oder verfallen. Die älteste Datierung ist von 1892. |
| ja   | Datei hochladen | Kellergasse Ziersdorf                   | KG: Ziersdorf Standort      | Die beidseitige Einzelkellergasse besteht aus einer kleinen platzartigen Erweiterung unweit der Wiener Straße in der Nähe des Ortszentrums und anschließendem nach Südwesten führendem Graben, der am Bahndamm der Franz-Josefs-Bahn endet. An der Rückseite der östlichen Kellerzeile verläuft die etwas höher liegende Kremser Straße, sodass einige Kelleranlagen auch von dort über den Dachraum erschlossen werden. Auf 150 Meter Länge befinden sich 50 Objekte, davon elf Um- oder Neubauten und zwei Wohnhäuser. Die Keller sind mehrheitlich traufständig; ein Drittel ist erneuerungsbedürftig. Die älteste Datierung ist von 1901.                                                          |
| ja   | Datei hochladen | Mossbergkurve                           | KG: Ziersdorf Standort      | Die beidseitige Einzelkellergasse liegt an einer Geländekante bzw. in der Ebene nordöstlich außerhalb des Orts. Auf einer Länge von 250 Meter befinden sich 27 überwiegend traufständige Gebäude. Ein Drittel der Keller ist erneuerungsbedürftig oder verfallen. |
| ja   | Datei hochladen | Kellergasse Richtung Radlbrunn          | KG: Ziersdorf Standort      | An der Straße von Ziersdorf nach Radlbrunn zwischen dem Bahnübergang der Franz-Josefs-Bahn und der Auffahrt zur Horner Straße B4 sind einige Weinkeller in unterschiedlichem Erhaltungszustand. |
| ja   | Datei hochladen | Kirchensteig–Retzerstraße               | KG: Ziersdorf Standort      | Die Kellergasse zweigt auf der Höhe des Friedhofes von der Retzerstraße nach links ab und verläuft in südöstlicher Richtung. An der Straßengabelung steht das Naturdenkmal HL-069 (Linde). In der Gasse gibt es nur wenige erhaltene Presshäuser zwischen Wohnhäusern. |

| Foto:                    | Fotografie der Kellergasse (Gesamtheit). Klicken des Fotos erzeugt eine vergrößerte Ansicht. Daneben finden sich zwei Symbole: \| Weitere Bilder vorhanden \| Das Symbol bedeutet, dass weitere Fotos des Objekts verfügbar sind. Durch Klicken des Symbols werden sie angezeigt. \| \| Eigenes Foto hochladen \| Durch Klicken des Symbols können weitere Fotos des Objekts in das Medienarchiv Wikimedia Commons hochgeladen werden. \| |
| Name:                    | Bezeichnung der Kellergasse |
| Standort:                | Es ist die Katastralgemeinde (KG) angegeben. Durch Aufruf des Links Standort wird die Lage der Kellergasse in verschiedenen Kartenprojekten angezeigt. |
| Beschreibung             | Kurze Beschreibung der Kellergasse |
| Weitere Bilder vorhanden | Das Symbol bedeutet, dass weitere Fotos des Objekts verfügbar sind. Durch Klicken des Symbols werden sie angezeigt. |
| Eigenes Foto hochladen   | Durch Klicken des Symbols können weitere Fotos des Objekts in das Medienarchiv Wikimedia Commons hochgeladen werden. |